# Saison 3 de Brothers and Sisters
Chronologie
Saison 2 Saison 4
Cet article présente la liste des épisodes de la troisième saison de la série télévisée américaine Brothers and Sisters.

## Distribution de la saison

### Acteurs principaux
- Dave Annable (V.F.: Pascal Nowak) : Justin Walker
- Maxwell Perry Cotton (V.F.: Leopold Szapatura) : Cooper Whedon
- Kerris Lilla Dorsey (V.F.: Lisa Caruso) : Paige Whedon
- Sally Field (V.F.: Monique Thierry) : Nora Walker
- Calista Flockhart (V.F.: Natacha Muller) : Kitty Walker
- Balthazar Getty (V.F.: Patrick Borg) : Tommy Walker
- Rachel Griffiths (V.F.: Anne Massoteau) : Sarah Walker
- Luke Macfarlane (V.F.: Emmanuel Garijo) : Scotty Wandell
- Rob Lowe (V.F.: Bruno Choel) : Robert McCallister
- Sarah Jane Morris (V.F.: Stéphanie Lafforgue) : Julia Walker
- Matthew Rhys (V.F.: Mathias Kozlowski) : Kevin Walker
- Ron Rifkin (V.F.: Max André) : Saul Holden
- Emily VanCamp (V.F.: Chantal Macé) : Rebecca Harper
- Patricia Wettig (V.F.: Véronique Augereau) : Holly Harper

### Acteurs récurrents
- Luke Grimes (V.F.: Thomas Sagols) : Ryan Lafferty (dès l'épisode 14)
- Ken Olin : David Caplan
- Nigel Havers : Roger Grant
- Sonja Sohn : Trish Evans
- Mitch Pileggi : Browne Carter
- Eric Christian Olsen : Kyle DeWitt
- Will McCormack : Ethan Travis
- Tom Skerritt : William Walker
- Matt Letscher : Alec Tyler
- Luc Charbonnier : Ben Tyler

## Épisodes

### Épisode 1:La Première Pierre
- États-Unis /  Canada : 28 septembre 2008 sur ABC / Global[1]
- Belgique : 8 mars 2009 sur RTL-TVI
- France : 4 février 2011 sur TF1
- Québec : 27 juin 2011 sur Radio-Canada

- États-Unis : 12,35 millions de téléspectateurs (première diffusion)

- Michael Adler (Doug Manning)
- Mitch Pileggi (Browne Carter)
- Kulap Vilaysack (Gail)

### Épisode 2:Le Livre de la discorde
- États-Unis : 5 octobre 2008
- Belgique : 15 mars 2009 sur RTL-TVI
- France : 4 février 2011 sur TF1
- Québec : 28 juin 2011 sur Radio-Canada

- États-Unis : 10,62 millions de téléspectateurs (première diffusion)

- Cathy Ladman (Carla Hanson)
- Karl T. Wright (Alan Simms)
- Marty Ryan (Mike)

### Épisode 3:Une vie pour une autre
- États-Unis : 12 octobre 2008
- Belgique : 22 mars 2009 sur RTL-TVI
- France : 7 février 2011 sur TF1
- Québec : 29 juin 2011 sur Radio-Canada

- États-Unis : 10,09 millions de téléspectateurs (première diffusion)

- Mitch Pileggi (Browne Carter)
- MJ Karmi (Cynthia Carter)
- Brandon Gunn (the passer-by)
- Rick Worthy (Officer Collins)
- Dane Garretson (the potential recruit)
- Benny Ciaramello (Anthony Lewis)
- Carmen Corral (Maggie Lewis)
- Christine Avila (Anita Lewis)
- Terry Bozeman (board member)
- Pamela Shaddock (board member)
- S.E. Perry (board member)
- John Prosky (Ron Robinson)
- Wylie Small (Connie Robinson)
- Justin Alvarez (the bartender)

### Épisode 4:Tout doit disparaître
- États-Unis : 19 octobre 2008
- Belgique : 29 mars 2009
- France : 8 février 2011 sur TF1
- Québec : 30 juin 2011 sur Radio-Canada

- États-Unis : 10,03 millions de téléspectateurs (première diffusion)

- Marty Ryan (Mike)
- Doug Purdy (Sean Spicer)
- Michelle Ongkingco (Dawn McCarty)
- Tymberlee Chanel (the female staffer)
- Emil Beheshti (the mail staffer)
- Barbara Allyne Bennet (the female customer)
- Gayla Johnson (the secretary)

### Épisode 5:Quelque chose à fêter?
- États-Unis : 26 octobre 2008
- Belgique : 5 avril 2009
- France : 8 février 2011 sur TF1
- Québec : 4 juillet 2011 sur Radio-Canada

- États-Unis : 10,11 millions de téléspectateurs (première diffusion)

- Michael O'Keefe (Wally Wendell)
- Jayne Brook (Bertha Wendell)
- Mitch Pileggi (Browne Carter)
- Ned Vaughn (Michael Graidstein)
- Andy Hoff (Aaron Ziven)
- Elizabeth Prestel (the paralegal)
- Kulap Vilaysack (Gail)
- Howard S. Miller (the senior partner)
- Tom Kopache (Berkeley Goldschmidt)
- Vinny Chibber (the waiter)
- Maia Danziger (Dierdre Holder)
- Geoffrey Wade (the board members)

### Épisode 6:Visite à Bakersfield
- États-Unis : 2 novembre 2008
- Belgique : 12 avril 2009
- France : 9 février 2011 sur TF1
- Québec : 5 juillet 2011 sur Radio-Canada

- États-Unis : 9,72 millions de téléspectateurs (première diffusion)

- David Andrews (George Lafferty)
- Eric Christian Olsen (Kyle DeWitt)
- Will McCormack (Ethan Travis)
- Holly Maples (the moderator)
- Chase Kim (the waiter)

### Épisode 7:Comme par magie
- États-Unis : 9 novembre 2008
- Belgique : 19 avril 2009
- France : 10 février 2011 sur TF1
- Québec : 6 juillet 2011 sur Radio-Canada

- États-Unis : 10,23 millions de téléspectateurs (première diffusion)

- Sonja Sohn (Trish Evans)
- David Andrews (George Lafferty)
- Eric Christian Olsen (Kyle DeWitt)
- Will McCormack (Ethan Travis)
- Rose Abdoo (Miss Clara)
- Michael B. Silver (Stu Orenbacher)
- Tymberlee Chanel (Vanessa)
- Ramon De Ocampo (Spencer Travis)

### Épisode 8:Adjugé... vendu
- États-Unis : 16 novembre 2007
- Belgique : 26 avril 2009
- France : 10 février 2011 sur TF1
- Québec : 7 juillet 2011 sur Radio-Canada

- États-Unis : 10,07 millions de téléspectateurs (première diffusion)

- Dave Foley (Paul)
- Cloie Wyatt Taylor (Vicki)
- Rob Zabrecky (the auctioneer)

### Épisode 9:Le Prix à payer
- États-Unis : 30 novembre 2008
- Belgique : 3 mai 2009
- France : 11 février 2011 sur TF1
- Québec : 8 juillet 2011 sur Radio-Canada

- États-Unis : 10,19 millions de téléspectateurs (première diffusion)

- Sonja Sohn (Trish Evans)
- Steven Weber (Graham Finch)
- Eric Christian Olsen (Kyle DeWitt)
- Will McCormack (Ethan Travis)
- Jesse Henecke (Chris Ward)
- Maura Soden (Dr Barbara Riley)

### Épisode 10:Juste une fois
- États-Unis : 7 décembre 2008
- Belgique : 10 mai 2009
- France : 11 février 2011 sur TF1
- Québec : 11 juillet 2011 sur Radio-Canada

- États-Unis : 10,66 millions de téléspectateurs (première diffusion)

- Dierdrie Henry (Dr Williams)
- Kim Rowe (the lab tech)

### Épisode 11:Désirs de paternité
- États-Unis : 4 janvier 2009
- Belgique : 17 mai 2009
- France : 14 février 2011 sur TF1
- Québec : 12 juillet 2011 sur Radio-Canada

- États-Unis : 9,16 millions de téléspectateurs (première diffusion)

- Nigel Havers (Roger Grant)
- Paula Rhodes (Miss Mitchell)
- Gayla Johnson (Janet)
- Michael Edwin (employee #1)
- Tymberlee Chanel (Vanessa)
- Ellery Sprayberry (the girl)
- Marley et Spencer Barth (Elizabeth Walker)

### Épisode 12:Orgueil et Rivalités
- États-Unis : 11 janvier 2009
- Belgique : 24 mai 2009
- France : 14 février 2011 sur TF1
- Québec : 13 juillet 2011 sur Radio-Canada

- États-Unis : 9,07 millions de téléspectateurs (première diffusion)

- Regis Philbin (lui-même)
- Kelly Ripa (elle-même)
- Nigel Havers (Roger Grant)
- Eric Christian Olsen (Kyle DeWitt)
- Will McCormack (Ethan Travis)
- Leonard Wu (Christopher Chao)
- Cotter Smith (Gordon Alaxander)
- Deborah Knox (the loan officer)

### Épisode 13:Écologie sentimentale
- États-Unis /  Canada : 18 janvier 2009
- Belgique : 31 mai 2009
- France : 15 février 2011 sur TF1
- Québec : 14 juillet 2011 sur Radio-Canada

- États-Unis : 8,94 millions de téléspectateurs (première diffusion)
- Canada : 881 000 téléspectateurs[2]

- Nigel Havers (Roger Grant)
- Eric Christian Olsen (Kyle DeWitt)
- Will McCormack (Ethan Travis)
- David Brisbin (Senateur Wade Newman)
- Cotter Smith (Gordon Alaxander)
- Kaitlin Doubleday (Chelsea Yeager)
- Dileep Rao (Arlo Natterson)
- Kim Delgado (the businessman)

### Épisode 14:Tout se bouscule
- États-Unis : 8 février 2009
- Belgique : 14 juin 2009
- France : 15 février 2011 sur TF1
- Québec : 15 juillet 2011 sur Radio-Canada

- États-Unis : 9,33 millions de téléspectateurs (première diffusion)

- Ken Olin (David Caplan)
- Luke Grimes (Ryan Lafferty)
- Nigel Havers (Roger Grant)
- John Rubinstein (Marc Wilson)
- Scott Klace (Kent Barnes)
- S.E. Perry (Winston)
- Michael B. Silver (Stu Orenbacher)
- John Glover (Henry Mittner)
- Kaitlin Doubleday (Chelsea Yeager)

### Épisode 15:Les Retrouvailles
- États-Unis : 15 février 2009
- Belgique : 21 juin 2009
- France : 16 février 2011 sur TF1
- Québec : 18 juillet 2011 sur Radio-Canada

- États-Unis : 9,07 millions de téléspectateurs (première diffusion)

- Ken Olin (David Caplan)
- Luke Grimes (Ryan Lafferty)
- Andrea Grano (Barbara Whitaker)
- Jim Gleason (Walter Geary)
- Patty Yu (the female barrista)
- Subhash Mandal (the cab driver)
- Carole Gutierrez (the B&B owner)

### Épisode 16:En eaux troubles: Partie 1
- États-Unis : 1er mars 2009
- Belgique : date inconnue
- France : 17 février 2011 sur TF1
- Québec : 19 juillet 2011 sur Radio-Canada

- États-Unis : 11,93 millions de téléspectateurs (première diffusion)

- Ken Olin (David Caplan)
- Luke Grimes (Ryan Lafferty)
- Sonja Sohn (Trish Evans)
- Michele Greene (Gouverneur Eve Kern)
- Michanne Quinney (the secretary)
- Maia Danziger (the ER nurse)
- Kristina Lear (Dr Pat Michaels)
- Tyrees Allen (Dr John Massey)
- Amol Shah (paramedic)

### Épisode 17:En eaux troubles: Partie 2
- États-Unis : 1er mars 2009
- France : 17 février 2011 sur TF1
- Québec : 20 juillet 2011 sur Radio-Canada

- États-Unis : 11,93 millions de téléspectateurs (première diffusion)

- Ken Olin (David Caplan)
- Luke Grimes (Ryan Lafferty)
- Sonja Sohn (Trish Evans)
- Michanne Quinney (the secretary)
- Maia Danziger (the ER nurse)
- Kristina Lear (Dr Pat Michaels)
- Tyrees Allen (Dr John Massey)
- Amol Shah (paramedic)

### Épisode 18:Les Deux Camps
- États-Unis : 8 mars 2009
- France : 18 février 2011 sur TF1
- Québec : 21 juillet 2011 sur Radio-Canada

- États-Unis : 10,5 millions de téléspectateurs (première diffusion)

- Ken Olin (David Caplan)
- Luke Grimes (Ryan Lafferty)
- Paul Keeley (James Friedman)
- Traber Burns (Juge Arthur Gray)
- Caroline Rich (the court clerk)
- Marin Hinkle (Courtney McCallister)
- Max Burkholder (Jack McCallister)
- Justine Dorsey (Sophie McCallister)
- Sarah Lilly (the D.A.)

### Épisode 19:Un week-end entre frères
- États-Unis : 15 mars 2009
- France : 18 février 2011 sur TF1
- Québec : 22 juillet 2011 sur Radio-Canada

- États-Unis : 10,58 millions de téléspectateurs (première diffusion)

- Luke Grimes (Ryan Lafferty)
- Corey Mendell Parker (Adam)
- Patricia Martinez (the spring break girl)
- Deprise Brescia (the shot babe)
- Adrian Quinonez (the shot stud)
- Desiree Hall (Tessa)
- Leslie Karpman (Hanna)
- Camilla Greenberg (Sabrina)
- Todd Julian (Van)

### Épisode 20:Fuite en avant
- États-Unis : 22 mars 2009
- France : 21 février 2011 sur TF1
- Québec : 25 juillet 2011 sur Radio-Canada

- États-Unis : 10,81 millions de téléspectateurs (première diffusion)

- Ken Olin (David Caplan)
- Luke Grimes (Ryan Lafferty)
- Matt Letscher (Alec Taylor)
- Luc Charbonnier (Ben)
- Eric Christian Olsen (Kyle DeWitt)
- Will McCormack (Ethan Travis)
- Megan Follows (Maggie Stephens)
- Joe O'Connor (Harvey Childs)
- Beth Kennedy (Dr Flackett)
- Pamela Shaddock (the board member)

### Épisode 21:Retour possible
- États-Unis : 19 avril 2009
- France : 21 février 2011 sur TF1
- Québec : 26 juillet 2011 sur Radio-Canada

- États-Unis : 9,63 millions de téléspectateurs (première diffusion)

- Ken Olin (David Caplan)
- Luke Grimes (Ryan Lafferty)
- Jason Lewis (Chad Berry)
- Matt Letscher (Alec Tyler)
- Luc Charbonnier (Ben)
- Nigel Havers (Roger Grant)
- Cristian de la Fuente (Cal)

### Épisode 22:Décisions difficiles
- États-Unis : 26 avril 2009
- France : 22 février 2011 sur TF1
- Québec : 27 juillet 2011 sur Radio-Canada

- États-Unis : 9,06 millions de téléspectateurs (première diffusion)

- Luke Grimes (Ryan Lafferty)
- Matt Letscher (Alec Tyler)
- Luc Charbonnier (Ben)
- Andrea Luna Grano (Leanne Mitchell)
- Marley et Spencer Barth (Elizabeth Walker)

### Épisode 23:Laissons ça derrière nous
- États-Unis : 3 mai 2009
- France : 22 février 2011 sur TF1
- Québec : 28 juillet 2011 sur Radio-Canada

- États-Unis : 9,22 millions de téléspectateurs (première diffusion)

- Tom Skerritt (William Walker)
- Luke Grimes (Ryan Lafferty)
- Matt Letscher (Alec Tyler)
- Luc Charbonnier (Ben Tyler)
- Jay Knowlton (Grady)
- Toby Holguin (the bus driver)

### Épisode 24:Tous à Mexico
- États-Unis : 10 mai 2009
- France : 23 février 2011 sur TF1
- Québec : 29 juillet 2011 sur Radio-Canada[3]

- États-Unis : 8,84 millions de téléspectateurs (première diffusion)

- Ken Olin (David Caplan)
- Luke Grimes (Ryan Lafferty)
- Mario Quinonez Jr. (Eduardo)
- Randee Heller (Karin)
- Brian Lloyd (Sven)
- Tom Lommel (Karl)
- Frank Gallegos (Pablo)
- Chaim Jeraffi (the retreat doctor)
- Martin Morales (the bartender)